# 門司市営老松球場
門司市営老松球場（もじしえいおいまつきゅうじょう）は、かつて福岡県門司市（現：北九州市門司区）にあった野球場。1952年、大洋ホエールズ対名古屋ドラゴンズのダブルヘッダー第2試合で名古屋の山崎善平が1日6盗塁の日本プロ野球記録を達成した球場である。

## プロ野球公式戦開催実績

### 1リーグ時代
- 1948年4月25日 阪急ブレーブス5-2読売ジャイアンツ 観衆:15,000　勝:天保義夫 敗:藤本英雄 盗:山田伝×2,野口二郎(B),平山菊二(G)

- 1948年8月1日 阪急ブレーブス2-4急映フライヤーズ 観衆:10,000　勝:黒尾重明 敗:天保義夫 盗:古川清蔵(B)

- 1948年8月2日 南海ホークス5-3中日ドラゴンズ 観衆:7,000  勝:別所昭 敗:星田次郎 盗:河西俊雄(H),原田徳光×2(D)

- 1949年8月20日 大阪タイガース2-2阪急ブレーブス 観衆:15,000  本:金田正泰,別当薫(T) *延長12回引き分け

### セントラル・リーグ
- 1952年6月3日 大洋ホエールズ3-4名古屋ドラゴンズ（ダブルヘッダー第1試合） 観衆:6,000 勝:杉下茂 敗:江田貢一 本:西沢道夫(D) 盗:安井亀和(W)

- 1952年6月3日 大洋ホエールズ2-16名古屋ドラゴンズ（ダブルヘッダー第2試合） 観衆:6,000 勝:大島信雄 敗:高野裕良 本:西沢道夫×2(D) 盗:牧野茂,国枝利通,山崎善平×6(D)

### パシフィック・リーグ
- 1950年3月27日 西鉄クリッパース3-1南海ホークス 観衆:2,500  勝:北川桂太郎 敗:中谷信夫 本:飯田徳治(H) 盗:松葉昇,蔭山和夫(H)

- 1950年4月29日 阪急ブレーブス11-2近鉄パールス 観衆:3,500  勝:天保義夫 敗:五井孝蔵 本:森下重好(P) 盗:古川清蔵,中谷順次,山下健(B),加藤政一(P)

- 1951年8月14日 毎日オリオンズ4-4阪急ブレーブス 盗:今久留主功(O),藤井道夫(B) *延長12回引き分け